# Ovidiu Buidoso
Ovidiu Buidoso (n. 13 iulie 1987, Bosca, Comisarovca Nouă, Unitățile administrativ-teritoriale din Stînga Nistrului, Republica Moldova) este un gimnast român originar din Republica Moldova.
A concurat la Jocurile Olimpice de vară din 2012. Cu echipa României a obținut medalia de bronz la Campionatul European din 2012.